# 産地直送!カントリー娘。
産地直送!カントリー娘。(さんちちょくそう カントリーむすめ)は、STVラジオで放送されていたラジオ番組。パーソナリティは里田まい（カントリー娘。）。

## 来歴
- 2006年10月2日放送開始。2007年4月から、番組タイトルを『里田まいの産地直送!カントリー娘。』に改名。
- 2008年4月から毎週土曜日の30分枠に移動。
- 2010年4月から毎週日曜日の20分枠に移動、同年10月から再度30分番組に戻る。
- 2011年4月から毎週土曜日の15分枠に移動。
- 2012年3月17日の放送で終了を発表、同年3月31日放送分を持って最終回を迎えた。
- 当番組は東京のスタジオで収録した音源を送るのではなく、里田が月に数回、札幌に帰郷してSTVのスタジオで収録されていた。

## 放送時間
いずれもJST表記
1. 月曜～金曜24:50 - 25:00 （2006年10月2日 - 2008年3月28日）
2. 土曜日 23:30 - 24:00（2008年4月5日 - 2008年9月27日）
3. 土曜日 20:00 - 20:30（2008年10月4日 - 2009年3月29日）
4. 月曜日 20:30 - 21:00（2009年4月6日 - 2009年9月28日[1]）
5. 土曜日 20:00 - 20:30（2009年10月17日 - 2010年4月3日）
6. 日曜日 20:40 - 21:00（2010年4月11日 - 2010年10月3日[2]）
7. 日曜日 20:30 - 21:00（2010年10月10日 - 2011年4月3日）
8. 土曜日 23:00 - 23:15（2011年4月9日 - 2012年3月31日）

## 主なコーナー
- チェルビーズの時間にちゅ〜もく!（終了）
- こんな○○はやだにちゅ〜もく!
- 週立里田学園にちゅ〜もく!
- ハイクオリティな俳句にちゅ〜もく!(終了)
- 取れたて産直情報（北海道限定のユニット「AonA(あおな)[3]」のメンバー3人が2週ごとのローテーション（基本的に大西→辻田→伊藤の順）で出演し、ハロー!プロジェクトに関連する情報や、北海道内での各種イベント・音楽情報を届ける。2010年ナイターオフの拡張時から開始）

## 番組構成
- 番組開始当初は、カントリー娘。メンバーあさみ・里田まい・みうな3人のトーク番組だった。ただし、ときおり里田まいのソロトークの週があった。
- オープニング曲は、『革命チックKiss』（カントリー娘。）。
- 2007年1月の、あさみ・みうなのカントリー娘。卒業以降、里田まいのソロトーク番組となっている。
- 「〜にちゅーもく（注目）」と里田まいが言い、ある内容に注目してトークする。
- 金曜日はスペシャルフライデー（～2008年3月）となり、他の曜日と異なるスペシャル感のある内容であった。
- STVが企画し、里田まいがキャプテンをつとめる女子フットサルチームサッポロチェルビーズの情報が告知される。
- 2008年4月以後帯番組から毎週土曜の30分番組と変更、上記のコーナーを凝縮する形となった。またポッドキャストの配信が行われており、2007年2月1日以降の放送分が聴ける。過去の放送分は無料会員制「STVメンバーズ」登録の上で行う。ただし著作権管理の観点上、音楽は削られている。
- 締めくくりには「ではまた来週日曜日8時半にお会いしましょう…（2010年度）」と挨拶した後に必ず深夜に放送されたことを意識して「いい夢見ろよ!」と締めるが、深夜から20時台に放送時間が移った2009年の一時期、「時間帯的にまだ起きている方も多いので"いい夢見ろよ"と挨拶するのはどうだろうか」というリスナーからの意見があったため、別のお別れの挨拶をしたことがあったが不評だったらしく、すぐに「いい夢見ろよ!」に戻されたという経緯がある。またエンディングでは「（お相手は）里田まいでした」と名乗ることは殆どない。
- 2010年ナイター期（春季・夏季）は20分編成だったため、前半がお便り紹介と里田のフリートーク、後半が各種コーナーをどれか1つという構成となったが、2010年ナイターオフ期（秋季・冬季）は30分に戻り、各種コーナーを中盤に移し、後半は別撮りでAonA（あおな）による情報コーナーが新設された。このコーナーは里田は出演せず、また里田もAonAのメンバーに直接コメントを振ることはせずにそのままAonAのメンバーがコーナータイトルを述べてから本編に入る。また終わりにもメンバーが里田にコメントを振らない。